# العلاقات الباهاماسية البيلاروسية
العلاقات الباهاماسية البيلاروسية هي العلاقات الثنائية التي تجمع بين باهاماس وروسيا البيضاء.

## مقارنة بين البلدين
هذه مقارنة عامة ومرجعية للدولتين:
| وجه المقارنة                                              | باهاماس      | روسيا البيضاء                    |
| --------------------------------------------------------- | ------------ | -------------------------------- |
| المساحة (كم2)                                             | 13.88 ألف    | 207.60 ألف                       |
| عدد السكان (نسمة)                                         | 395.36 ألف   | 9.50 مليون                       |
| الكثافة السكانية (ن./كم²)                                 | 28.48        | 45.76                            |
| العاصمة                                                   | ناساو        | مينسك                            |
| اللغة الرسمية                                             | لغة إنجليزية | اللغة البيلاروسية، اللغة الروسية |
| العملة                                                    | دولار بهامي  | روبل بلاروسي                     |
| الناتج المحلي الإجمالي (بليون دولار)                      | 12.16 مليار  | 54.44 مليار                      |
| الناتج المحلي الإجمالي (تعادل القوة الشرائية) بليون دولار | 8.92 مليار   | 168.35 مليار                     |
| الناتج المحلي الإجمالي الاسمي للفرد دولار أمريكي          | 22.82 ألف    | 5.74 ألف                         |
| الناتج المحلي الإجمالي للفرد دولار أمريكي                 |              | 18.18 ألف                        |
| مؤشر التنمية البشرية                                      | 0.790        | 0.798                            |
| رمز المكالمات الدولي                                      | +1242        | +375                             |
| رمز الإنترنت                                              | .bs          | .by، .бел                        |
| المنطقة الزمنية                                           | 00           | ت ع م+03:00                      |

## منظمات دولية مشتركة
يشترك البلدان في عضوية مجموعة من المنظمات الدولية، منها:
| علم المنظمة | اسم المنظمة                               | تاريخ انضمام باهاماس | تاريخ انضمام روسيا البيضاء |
| ----------- | ----------------------------------------- | -------------------- | -------------------------- |
|             | الاتحاد البريدي العالمي                   | ?                    | ?                          |
|             | منظمة حظر الأسلحة الكيميائية              | ?                    | ?                          |
|             | الأمم المتحدة                             | 18 سبتمبر 1973       | 24 أكتوبر 1945             |
|             | وكالة ضمان الاستثمار متعدد الأطراف        | 4 أكتوبر 1994        | 3 ديسمبر 1992              |
|             | منظمة الشرطة الجنائية الدولية             | ?                    | ?                          |
|             | مؤسسة التمويل الدولية                     | 8 ديسمبر 1986        | 2 نوفمبر 1992              |
|             | الاتحاد الدولي للاتصالات                  | 19 أغسطس 1974        | 7 مايو 1947                |
|             | البنك الدولي للإنشاء والتعمير             | 21 أغسطس 1973        | 10 يوليو 1992              |
|             | المركز الدولي لتسوية المنازعات الاستشارية | 18 نوفمبر 1995       | 9 أغسطس 1992               |
|             | يونسكو                                    | 23 أبريل 1981        | 12 مايو 1954               |

## وصلات خارجية
- موقع وزارة الخارجية البيلاروسية